# Орални карактер
Орални карактер је тип карактера који настаје услед фиксације на орални стадијум у развоју либида. Црте оралног карактера настају прерадом оралног нагона механизмима померања, сублимације и реактивне формације и испољава се увек када је у питању давање – узимање. Те црте, када је особа искусила интензивно задовољство на оралном стадијуму су: самопоуздање, великодушност, веселост и оптимизам или, у случају фрустрације оралног нагона: несигурност, сумњичавост, цинизам и песимизам.